# Wojskowe sądy okręgowe (II RP)
Wojskowe sądy okręgowe (WSO) – terytorialne organy służby sprawiedliwości Wojska Polskiego w okresie II Rzeczypospolitej.
| Struktura terytorialna wojskowych sądów okręgowych i ich szefowie w 1923: - W. S. O. Nr I – Warszawa: płk dr Józef Daniec - W. S. O. Nr II – Lublin: płk dr Kazimierz Habura - W. S. O. Nr III – Grodno: płk Jan Lukas - W. S. O. Nr IV – Łódź: płk Edward Riedl - W. S. O. Nr V – Kraków: płk dr Mieczysław Bielski - W. S. O. Nr VI – Lwów: płk Stefan Łukowski - W. S. O. Nr VII – Poznań: płk dr Antoni Neusser - W. S. O. Nr VIII – Grudziądz: płk Władysław Czechowicz - W. S. O. Nr IX – Brześć n. B.: płk Edmund Kaczkowski - W. S. O. Nr X – Przemyśl: płk Józef Harasymowicz |  | Struktura terytorialna wojskowych sądów okręgowych i szefowie w 1924: - W. S. O. Nr I – Warszawa: płk dr Gerard Armiński (od 14 IX 1924) - W. S. O. Nr II – Lublin: płk Edmund Kaczkowski - W. S. O. Nr III – Grodno, VI 1924 → Wilno: płk Jan Lukas - W. S. O. Nr IV – Łódź: płk Artur Ganczarski - W. S. O. Nr V – Kraków: płk dr Mieczysław Bielski - W. S. O. Nr VI – Lwów: płk Stefan Łukowski - W. S. O. Nr VII – Poznań: płk dr Antoni Neusser - W. S. O. Nr VIII – Grudziądz: płk Władysław Czechowicz - W. S. O. Nr IX – Brześć n. B.: płk Edward Riedl - W. S. O. Nr X – Przemyśl: płk Józef Harasymowicz |

| Struktura terytorialna wojskowych sądów okręgowych i szefowie w 1928: - W. S. O. Nr I – Warszawa: płk dr Gerard Armiński - W. S. O. Nr II – Lublin: płk Franciszek Jankowski (od 11 VIII 1927) - W. S. O. Nr III – Wilno: płk Edmund Wełdycz (od 31 III 1928) - W. S. O. Nr IV – Łódź: płk Stanisław Dobrowolski - W. S. O. Nr V – Kraków: płk Mikołaj Kostecki (od 31 X 1927) - W. S. O. Nr VI – Lwów: płk Feliks Godowski - W. S. O. Nr VII – Poznań: płk Cezary Piotrowski (od 1 V 1927) - W. S. O. Nr VIII – Grudziądz: płk Stanisław Bałuk - W. S. O. Nr IX – Brześć n. B.: ppłk Tadeusz Giziński - W. S. O. Nr X – Przemyśl: płk Ludwik Turzański |  | Struktura terytorialna wojskowych sądów okręgowych i szefowie w 1932: - W. S. O. Nr I – Warszawa: ppłk Kazimierz Zozuliński - W. S. O. Nr II – Lublin: ppłk Stanisław Eustachiewicz - W. S. O. Nr III – Wilno: ppłk Karol Sożyński - W. S. O. Nr IV – Łódź: ppłk Stanisław Wróblewski - W. S. O. Nr V – Kraków: ppłk Kalikst Szymonowicz - W. S. O. Nr VI – Lwów: ppłk Karol Müller - W. S. O. Nr VII – Poznań: ppłk Kazimierz Katke - W. S. O. Nr VIII – Grudziądz: ppłk Roman Medwicz - W. S. O. Nr IX – Brześć n. B.: ppłk Konstanty Lisowski - W. S. O. Nr X – Przemyśl: ppłk Franciszek Matuszek |